# Saint-Père (Nièvre)
Saint-Père é uma comuna francesa na região administrativa de Borgonha-Franco-Condado, no departamento Nièvre. Estende-se por uma área de 17,11 km². Em 2010 a comuna tinha 1 098 habitantes (densidade: 64,2 hab./km²).